# Håvard
Håvard  è un nome proprio di persona norvegese maschile.

## Varianti in altre lingue
- Islandese: Hávarður
- Norreno: Hávarðr[1]

## Origine e diffusione
Si tratta della forma norvegese moderna del nome norreno Hávarðr, composto dagli elementi há, "alto", e varðr, "guardiano", "difensore"; il primo elemento è condiviso col nome Håkon, mentre il secondo è presente anche nei nomi Sigurd e Halvard. Da questo nome potrebbero inoltre derivare il cognome Howard e il relativo nome.

## Onomastico
Non esistono santi che portano questo nome, che quindi è adespota. L'onomastico può essere festeggiato in occasione di Ognissanti, il 1º novembre.

## Persone
- Håvard Flo, calciatore norvegese

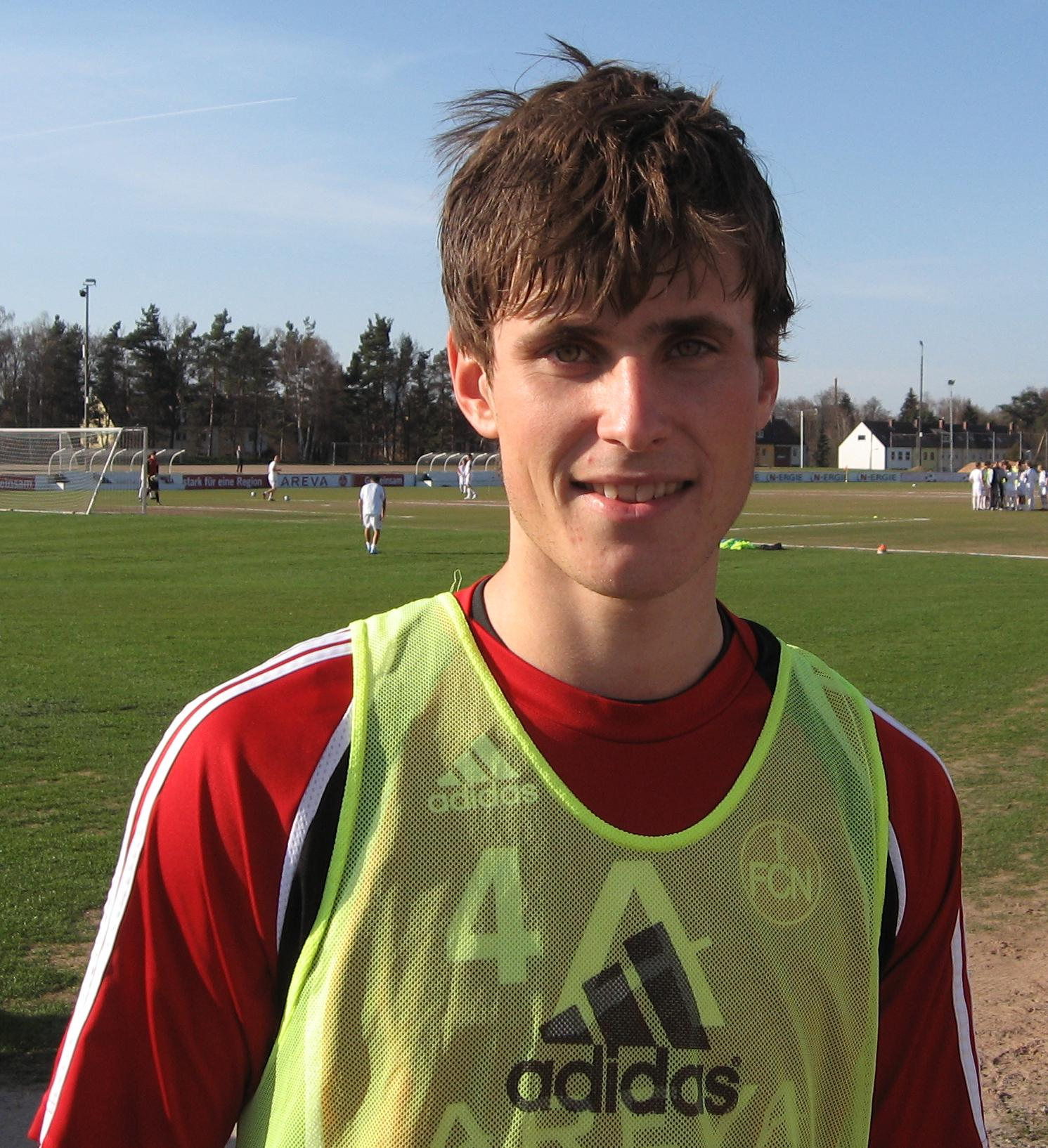
Håvard Nordtveit

- Håvard Halvorsen, calciatore norvegese
- Håvard Klemetsen, combinatista nordico norvegese
- Håvard Lie, saltatore con gli sci norvegese
- Håvard Hegg Lunde, calciatore norvegese
- Håvard Steinar Lunde, calciatore norvegese
- Håvard Nielsen, calciatore norvegese
- Håvard Nordtveit, calciatore norvegese
- Håvard Sakariassen, calciatore norvegese
- Håvard Storbæk, calciatore norvegese
- Håvard Vad Petersson, giocatore di curling norvegese